# Teógnis
Téognis ou Teógnis (em grego:  Θέογνις, transl. Théognis) de Mégara foi um poeta elegíaco grego do Século VI a.C.
Escreveu durante a chamada crise da pólis arcaica, marcada pelo crescimento demográfico, por grandes movimentos migratórios, e pelo surgimento de homens de grande prestígio político que, com o apoio do povo mais pobre, tornavam-se chefes da polis — os chamados "Tiranos". Grande parte das elegias de Teógnis podem ser caracterizadas como poesia social, com fortes tons conservadores no sentido da crítica das transformações sociais de seu tempo.
Teógnis, como fonte documental, além de conter informações riquíssimas sobre as transformações do século VI a. C. em algumas poleis (plural de polis) gregas, é fonte fundamental para o estudo do conceito arcaico de Hýbris ou "desmedida", encarado pelo autor como comportamento típico dos Tiranos, que por sua "desmedida" se tornam mais poderosos que os outros cidadãos, e assim destroem a boa ordem da polis.

## Referênçias
1. ↑  The New Century Classical Handbook; Catherine Avery, redator; Appleton-Century-Crofts, New York, 1962, p. 1076:
"Theognis... Greek elegaic and gnomic poet; born in Megara; fl. in the middle or last part of the 6th century B.C."
("Teognis... poeta elegíaco e gnômico grego; nascido em Mégara; fl. em meados ou última parte do século VI a.C.")